# El Cinèfil
El Cinèfil és una revista digital periodística i cultural que informa diàriament sobre les novetats del cinema i les sèries en català. En aquest mitjà de comunicació en xarxa que està dedicada al món del cinema trobem també informació sobre un gran nombre d'esdeveniments - festivals, cicles, produccions, guardons i sales de cinema - vinculats al cinema d'arreu de Catalunya i els territoris de parla catalana.
El seu objectiu principal és informar de tot el que té a veure amb el món del cinema a través de notícies, reportatges, crítiques i entrevistes. També recomanant els esdeveniments relacionats amb pel·lícules, curtmetratges, documentals i sèries de televisió, des de les grans produccions de Hollywood fins als curtmetratges de realitzadors emergents passant per l'actualitat sobre premis i festivals nacionals i internacionals. A més, la revista és íntegrament en català.
La revista digital també és l'organitzadora de la Setmana del Cinema en Català i és part activa de l'organització d'altres iniciatives relacionades amb el setè art com el Sant Cugat Fantàstic. Al llarg de l'any també col·labora amb certàmens de cinema arreu del territori com el Festival de Sitges, el Saló del Cinema i les Sèries i altres esdeveniments.
Aquest mitjà de comunicació va ser creat l'1 d'abril de 2016 per un equip de periodistes encapçalat per Joan Ramon Armadàs i més de 25 col·laboradors especialitzats amb la vocació d'informar sobre l'actualitat i tot el que envolta el món del cinema a través d'articles, crítiques, fotografies, entrevistes i reportatges.